# IC 2686
IC 2686 је појединачна звијезда у сазвјежђу Лав која се налази на листи објеката дубоког неба у Индекс каталогу.
Деклинација објекта је + 12° 57' 6" а ректасцензија 11h 17m 2,6s.